# Eunidia cyanoptera
Eunidia cyanoptera là một loài bọ cánh cứng trong họ Cerambycidae.